# Crangon
Crangon es un género de crustáceos decápodos de la familia Crangonidae.

## Especies
Se reconocen las siguientes especies:
- Crangon affinis
- Crangon alaskensis
- Crangon alba
- Crangon allmanni
- Crangon amurensis
- Crangon capensis
- Crangon cassiope
- Crangon crangon
- Crangon dalli
- Crangon gracilis
- Crangon hailstonei
- Crangon hakodatei
- Crangon handi
- Crangon holmesi
- Crangon lockingtonii
- Crangon nigricauda
- Crangon nigromaculata
- Crangon propinquus
- Crangon septemspinosa
- Crangon uritai